# おやじの台所
『おやじの台所』（おやじのだいどころ）は、テレビ朝日系列のゴールデン劇場（毎週木曜日21:00 - 21:54）の枠で、1981年（昭和56年）8月6日から同年9月24日まで放送されていたテレビドラマ。全8話。

## 概要
徳大寺亮吉は売れない文学小説作家。それまでは雑誌社で働いていた妻・咲枝の収入に頼り切って亮吉は小説だけに取り組んでいたが、ある時、妻が急死。亮吉は自分が就職して家庭の収入を支えなければと思い立つが娘たちの反対にあい、説得された上主夫として家庭を守り、五人の子供と、青森から上京してきた姑の小百合の面倒を見ることになった。しかし家事だけでなく、娘たちの恋愛、結婚、進学などの諸問題も悩まされるようにもなる。そんな様々な模様を描いたコメディ。本作は『ナショナル - 』以来1966年から15年続いた『ゴールデン劇場』の最終作となった。

## キャスト
- 徳大寺亮吉：愛川欽也
- 徳大寺一子：檀ふみ - 雑誌記者
- 徳大寺二美：星野知子 - 国際線スチュワーデス
- 徳大寺三子：蝦名由紀子
- 徳大寺四朗：熊谷康二
- 徳大寺五月：寺井留美子
- 徳大寺咲枝：三ツ矢歌子
- 南条小百合：淡谷のり子
- 櫟田：ぼんちおさむ（ザ・ぼんち）- 一子に想いを寄せる中学教師
- 麦田：ぼんちまさと（ザ・ぼんち）- 亮吉の理解者であるスナックのマスター
- 高梨：高橋昌也 - 出版社常務
- 和子（隣家の主婦）- 藤田弓子
- 川添雄二：地井武男 - 二美の恋人
- 森崎喜代治：三津田健（第4話）
- 鬼丸：明石家さんま - 民話作家（第5話、第6話、第8話）
- 雪子（鬼丸の叔母）：正司歌江

## スタッフ
- 脚本：中島丈博（全話担当）
- 演出：脇田時三、藤田明二
- 音楽：樋口康雄
- 制作：テレパック、テレビ朝日

## サブタイトル
| 各話  | 放送日        | サブタイトル         | 演出     |
| ----- | ------------- | -------------------- | -------- |
| 第1話 | 1981年8月6日  | （サブタイトル無し） | 脇田時三 |
| 第2話 | 1981年8月13日 | 息子が家出?          | 脇田時三 |
| 第3話 | 1981年8月20日 | 主婦とは孤独?        | 脇田時三 |
| 第4話 | 1981年8月27日 | 夫と姑の関係は?      | 藤田明二 |
| 第5話 | 1981年9月3日  | 親よりも恋人?        | 藤田明二 |
| 第6話 | 1981年9月10日 | 娘を殴る?            | 藤田明二 |
| 第7話 | 1981年9月17日 | おやじが蒸発?        | 藤田明二 |
| 第8話 | 1981年9月24日 | 家族は素晴しい?      | 藤田明二 |